# Георги Кенов
Георги Стефанов Кенов е български лекар и политик от ПП ГЕРБ, кмет на община Сунгурларе (2007 – 2015, 2019 – 2023).

## Биография
Георги Кенов е роден на 11 октомври 1957 година в град Поляновград, България.

### Трудов опит
Дълги години Георги Кенов е общопрактикуващ лекар в община Сунгурларе, а след това акушер-гинеколог в Многопрофилна болница за активно лечение – Карнобат.

### Политическа кариера
През 2007 година е избран за кмет на Сунгурларе от листата на ДПС, през 2011 година е преизбран. В периода 2015 – 2019, Георги Кенов не е кмет на Община Сунгурларе, тъй като през октомври 2015 г. губи изборите от кандидата на ДПС – Васил Панделиев.

#### Избори
На местните избори през 2007 година е избран за кмет от листата на ДПС. На първи тур получава 38,25 %, а на втори тур печели с 52,98 %. На балотажа отива с Стефан Стратев от БСП, който на първи тур получава 36,51 %.
На местните избори през 2011 година е избран за кмет от листата на ДПС. Печели на първи тур с 51,37 %, втори след него е Таня Василева от
ГЕРБ.
През 2019 г. през месец септември, Георги Кенов бива издигнат за кандидат за кмет на Община Сунгурларе от ПП ГЕРБ. На първи тур на Местни избори 2019 г. той отива на балотаж с кандидата на ДПС – Хатидже Георгиева с около 200 гласа преднина за кандидата на ДПС. На следващата седмица Георги Кенов печели изборите за кмет на Община Сунгурларе с около 700 гласа преднина пред Хатидже Георгиева.